# Кабутов, Дмитрий Алиевич
Дми́трий Али́евич Кабу́тов (род. 26 марта 1992, Сокур, Саратовская область) — российский футболист, полузащитник казанского «Рубина».

## Биография
Родился 26 марта 1992 года в селе Сокур Саратовской области. Воспитанник Академии Коноплёва. Профессиональную карьеру начал в 2010 году в тольяттинской «Академии». В 2012 году был отдан в аренду в клуб ФНЛ «Салют», за который сыграл в 18 матчах и забил 1 гол. Зимой 2013 года перешёл в другой клуб ФНЛ «Ротор», в котором провёл полтора сезона. По окончании сезона-2013/14 «Ротор» по финансовым причинам снялся с ФНЛ, а сам игрок подписал контракт с оренбуржским «Газовиком». По итогам сезона-2015/16 «Газовик» стал победителем первенства ФНЛ и получил право на переход в премьер-лигу, однако Кабутов покинул клуб по ходу сезона, присоединившись к команде «Луч-Энергия». Летом 2016 года перешёл в астраханский «Волгарь». 11 января 2018 года подписал контракт на 1,5 года с клубом премьер-лиги «СКА-Хабаровск».
Летом 2019 года перешёл в самарские «Крылья Советов». В их составе он выиграл Первенство ФНЛ сезона 2020/21 и стал серебряным призёром Бетсити Кубка России того же сезона
Зимой 2022 года перешёл в «Уфу», подписав контракт до конца сезона с возможностью продления. В июне 2022 года перебрался в «Рубин», заключив с казанским клубом трёхлетнее соглашение.

## Достижения
«Оренбург»
- Победитель ФНЛ: 2015/16

«Крылья Советов»
- Финалист Бетсити Кубка России: 2020/21
- Победитель ФНЛ: 2020/21

«Рубин»
- Победитель Первая лига: 2022/23

## Семья
Брат — Руслан (р. 2000), также футболист, нападающий.